# Ikkjú
Ikkjú, névváltozat: Ikkjú Szódzsun (japánul:一休宗純, Hepburn-átírással: Ikkyū Sōjun) (Kiotó, 1394. február 9.–1481. december 21.), a rinzai szektához tartozó zen buddhista szerzetes, költő, a japán teaszertartás egyik megteremtője.
Huszonhat évesen a Biva-tavon meditálva világosodott meg egy varjú károgására. Cselekedetei megosztották kortársait: igen szerette az alkoholt, megvilágosodását követően rendszeresen látogatta a bordélyházakat, a nemi életet mintegy vallási gyakorlatként értelmezve, az újévi ünnepek alkalmával pedig pálcára szúrt koponyát hordott körbe azt kántálva: „Öregszünk, közeleg a halál.” Mindennek ellenére élete végén kinevezték az 1467-től 1477-ig tartó Ónin-háború alatt lerombolt Daitokudzsi templom főapátjává, bár a posztot csak kelletlenül fogadta el. A rinzai szekta történetében egyszerre számít szentnek és eretneknek.